# Marinens flyvebaatfabrikk

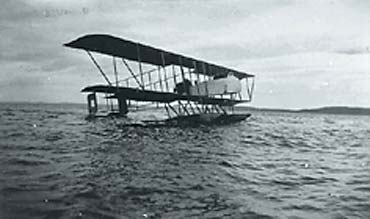
Перший літак, виготовлений на заводі компанії: MF1.

Marinens flyvebaatfabrikk (завод літаючих човнів флоту) — неіснуюча нині норвезька авіабудівна компанія.

## Історія
Створена 26 травня 1915 року в передмісті Гортена, де розташовувалася разом з ВПС флоту. Нарівні з Kjeller Flyfabrikk була одним з перших національних підприємств авіаіндустрії.
Першим норвезьким літаком став «Start» (Rumpler Taube), що прибув 1 серпня 1912 року з Німеччини, роком пізніше він був перероблений фабрикою в гідроплан. Конструкція пожертвуваного в 1914 році Роальдом Амундсеном гідролітака Farman MF.7 стала основою для створення першого серійного літака компанії, MF1. У травні 1915 року фабрика була офіційно відкрита.
У період 1914—1939 рр. на ній будували розроблені компанією декілька типів літаків: з MF1 по MF12 включно; останні п'ять сконструював тогочасний директор заводу Йохан Хьовер. Крім того, за ліцензією випускалися кілька європейських і американських моделей, зокрема, Sopwith Baby і Hansa-Brandenburg. На 1938 рік кількість персоналу становила 86 осіб.
Під час Другої світової війни завод був захоплений німецькими військами і використовувався ними, деякі його об'єкти були реконструйовані і розширені.
Після війни він був перейменований в Hortens Flyfabrikk і, разом з Kjeller Flyfabrikk, підпорядкований ВПС. Використовувався переважно для обслуговування літаючих човнів Catalina і подібних. У 1955 році на заводі працювало 70 чоловік.
У 1965 році завод був перепідпорядкований ВМС, його потужності увійшли до складу головної верфі флоту, незабаром було прийнято рішення про його закриття. Персонал, що становив на той момент 270 осіб, щорічно скорочували на 20 %. Підприємство було остаточно закрито 1 жовтня 1972 року.
За роки існування авіазаводу на ньому з 1915 по 1940 рік було вироблено близько 130 літаків, переважно гідропланів.

## Продукція фірми
| Модель                     | Тип            | Рік     | Кількість | Номера | Примітки |
| -------------------------- | -------------- | ------- | --------- | --- | --- |
| MF1                        | учбовий        | 1915-20 | 5         | F.2, F.4, F.6, F.8, F.8(II). | Конструкція за типом Farman MF.7, штовхаючий гвинт |
| MF2                        | розвідувальний | 1915-17 | 3         | F.10, F.10(II) и F.12. | MF1, озброєний бомбами і кулеметом Мадсена |
| MF3                        | розвідувальний | 1917    | 4         | F.14, F.16, F.18 и F.20. | Двигун Curtiss C-6 (160 к.с.) |
| MF4                        | учбовий        | 1918-24 | 7         | F.2(II), F.4(II), F.4(III) F.6(III), F .8(III), F.10(III), F.12(II) | розвиток MF1 |
| MF5                        | розвідувальний | 1918-22 | 9         | F.22, F.26 m.fl. | Збільшений Sopwith Baby із 160-сильным двигуном Sunbeam та тягнучим гвинтом. (тут і далі абревіатура m.fl. — med flyter, із поплавками) |
| MF6                        | учбовий        | 1922    | 20        | F.10 m.fl. | |
| MF7                        | учбовий        |         | 2         | | |
| MF8                        | учбовий        | 1925-27 | 8         | F.6(III), F.12. | |
| MF9                        | учбовий        | 1925-32 | 10        | F.120, F.122, F.124, F.126, F.120(II), F.128, F.130, F.132, F.134, F.142. | Також відомий як «Høverjageren» (винищувач Хевера) |
| MF10                       | Тренувальний   | 1929-36 | 4         | F.4(V), F.200, F.202, F.204, | |
| MF11                       | розвідувальний | 1931-39 | 29        | F.300, F.302, F.304, F.306, F.308, F.310, F.312, F.314, F.314(II), F.316, F.318, F,320, F.322, F.324, F.326, F.328, F.330, F.332, F.334, F.336, F.338, F.340, F.342, F.344, F.346, F.348, F.350, F.352, F.354. | Біплан із ліцензійним 14-циліндровим 525-сильним двигуном Armstrong Siddeley Panther IIA, що вироблявся заводом Marinens Minevesen. Більша частина знищена під час вторгнення, решта конфіскована. У Фінляндії знаходиться єдиний літак, що зберігся |
| MF12                       | учбовий        | 1939    | 1         | F.14(V) | Низькоплан із 225-сильним зіркоподібним двигуном Jacobs L-4M, конфіскований німецькими військами. |
| Вироблялись за ліцензіями: |                |         |           | | |
| Sopwith Baby               | винищувач      | 1918-25 | 8         | F.100, F.102, F.104, F.110, F.114, F.118 m.fl. | F.100 и F.102, що знаходилися на борту броненосця «Торденшельд» в 1928 році брали участь в пошуках Амундсена й Нобіле |
| Hansa-Brandenburg          | розвідувальний | 1920-28 | 30        | F.14, F.18, F.22, F.24, F.32, F.36, F.38, F.56, F.58 m.fl. | Літаки цього типу неодноразово брали участь в забезпеченні експедицій Амундсена: в 1922 році F.56 и F.58 (льотчики Фінн Лютцов-Хольм і Ялмар Рісер-Ларсен) здійснили переліт Хортен-Кіркенес-Хортен; F.18 і F.22 були доставлені на Шпіцберген в Шпіцберген в 1926. Через два роки F.36 і F.38 разом із шхуною «Hobby», що застосовувалася як плавбаза, брали участь в пошуках його останньої експедиції. W.33 також використовувався під час експедиції Ларса м в 1929-30 рр. 11 подібних літаків було побудовано на заводі компанії Kjeller Flyfabrikk, вони отримали назву Kjeller F.F.8 Make III |
| Douglas DT-2 B             | торпедоносець  | 1925-36 | 7         | F.84 m.fl. | |

## Источники
- Johan Høver. Marinens flyvebåtfabrikk. Tilbakeblikk over perioden 1915-1965. — Årbok for selskapet Norsk Teknisk Museum, 1975.
- Vera Henriksen (1994). Luftforsvarets historie : Fra opptakt til nederlag (juni 1912 – juni 1940) (норв.). Т. 1 (вид. Aschehoug). ISBN 8203220681. {{cite book}}: Cite має пусті невідомі параметри: |comment=, |side=, |utgivelsessted= та |utgave= (довідка)